# Cisto odontogênico calcificante
O cisto odontogênico calcificante (COC) ou cisto de Gorlin é um cisto odontogênico do desenvolvimento incomum. Foi descrito pela primeira vez em 1962 por Gorlin, que descreveu sua característica mais marcante, a presença de células fantasmas.
O COC é classificado pela OMS desde 2017 como um cisto, mas foi previamente classificado como um tumor odontogênico, e atualmente a literatura o considera como uma entidade que faz parte de um espectro de lesões odontogênicas calcificantes, sendo elas:
- Tipo 1 (simples ou cística): cisto odontogênico calcificante;
- Tipo 2: cistos associados a hamartomas odontogênicos ou neoplasias benignas;
- Tipo 3 (sólido): neoplasias sólidas com histologia semelhante ao COC, e produção de matriz dentinoide; corresponde ao tumor dentinogênico de células fantasmas;
- Tipo 4 (maligno): neoplasia maligna com histologia semelhante ao tumor dentinogênico de células fantasmas; corresponde ao carcinoma odontogênico de células fantasmas.

## Sinais e sintomas
O COC tende a ser uma lesão central (intraóssea) na maioria dos casos, sendo portanto frequentemente assintomático; entretanto, pode ocorrer expansão da cortical óssea vestibular pelo crescimento cístico; em alguns casos raros, pode haver descoloração do dente associado e dor, se há infecção secundária. Também pode haver deslocamento dos dentes ou reabsorção das raízes e até perfuração da cortical óssea, em casos mais agressivos.
Quando ocorre perifericamente (extraósseo), a lesão tende a se apresentar como um nódulo liso de bordas bem delimitadas e assintomático, na mucosa alveolar ou gengiva, de tamanho variando entre 0,5 e 3 cm.
O COC está frequentemente associado a tumores odontogênicos, como o odontoma, tumor odontogênico adenomatoide, ameloblastoma e fibroma ameloblástico. Além disso, também pode estar associado a dentes inclusos.

## Aspectos radiográficos e histológicos
Radiograficamente, o COC se apresenta como uma lesão radiolúcida unilocular, raramente multilocular, bem delimitada. Pode estar associado a dentes inclusos, outros tumores, e causar divergência entre as raízes ou até reabsorção radicular. Durante o início do desenvolvimento, o cisto de Gorlin possui um aspecto completamente radiolúcido, mas a medida que a lesão amadurece, calcificações se formam e produzem um aspecto de céu estrelado que pode evoluir e formar uma massa calcificada em forma de lua crescente em um dos lados da lesão.
Histologicamente, o COC é caracterizado por ser um cisto revestido de epitélio odontogênico cuboidal ou colunar semelhante a ameloblastos na camada basal, e com presença de epitélio semelhante ao retículo estrelado do órgão do esmalte nas camadas suprabasais. Sua característica mais marcante e que o define é a presença de células fantasmas: essas células podem se calcificar e perder seus contornos, formando uma área sólida de queratina calcificada; em alguns casos, essas massas podem infiltrar a cápsula fibrosa do cisto e gerar uma reação de células gigantes multinucleadas quando há uma matriz eosinofílica calcificada muito exuberante, o que alguns autores sugerem que seja a formação de uma matriz de dentina.
As células fantasmas são consideradas pela OMS como a característica que define a lesão. Microscopicamente, são células eosinofílicas sem núcleo: o seu mecanismo de formação ainda é controverso, e teoriza-se que pode ocorrer por necrose coagulativa, ou pelo acúmulo de proteínas ameloblásticas, ou ainda por uma forma anormal de queratinização do epitélio odontogênico.

## Causas
O COC surge a partir de restos epiteliais odontogênicos como da lâmina dentária ou restos epiteliais apriosonados no tecido gengival ou ósseo. Ele está relacionado a mutações do gene CTNNB1, que está relacionado à β-catenina.

## Epidemiologia
O COC é uma lesão incomum, representando 1,3% de todos os cistos odontogênicos. Possui predileção pela região anterior, e afeta mais pacientes na terceira década de vida, com distribuição semelhante de casos em maxila e mandíbula e entre homens e mulheres.

## Diagnóstico
O diagnóstico do cisto de Gorlin é realizado pelo exame anatomopatológico. Por se assemelhar a outras lesões, o diagnóstico diferencial inclui:
- Cisto dentígero;
- Cisto radicular;
- Queratocisto odontogênico;
- Ameloblastoma;
- Odontoma;
- Tumor odontogênico adenomatoide;
- Tumor odontogênico epitelial calcificante.

## Prognóstico e tratamento
O COC possui bom prognóstico, sendo uma lesão com baixa taxa de recidiva, normalmente relacionada a remoção incompleta do cisto. O tratamento consiste na ressecção cirúrgica conservadora, como a enucleação com curetagem, mas casos de cistos maiores podem requerer descompressão ou marsupialização. Além disso, para as lesões de caráter mais agressivo associadas a neoplasias, recomenda-se a ressecção em bloco com acompanhamento prolongado.